# Chlorocytus indicus
Chlorocytus indicus är en stekelart som beskrevs av Sureshan 2000. Chlorocytus indicus ingår i släktet Chlorocytus och familjen puppglanssteklar. Inga underarter finns listade i Catalogue of Life.